# Isis Holt
Isis Holt (Melbourne, 3 luglio 2001) è un'atleta paralimpica australiana, specializzata nei 100 e 200 metri piani nella categoria T35.
In carriera vanta quattro titoli mondiali paralimpici, nonché quattro medaglie d'argento e una di bronzo ai Giochi paralimpici. È anche detentrice del record mondiale nei 100 piani T35 con un tempo di 13"43, realizzato nel 2017. 

## Biografia
Originaria di Melbourne, nasce affetta da paralisi cerebrale infantile, un disturbo che le interessa entrambi i lati del corpo.
Cresce nel sobborgo di Brunswick, dove frequenta la Brunswick Secondary College.
Inizia a praticare l'atletica leggera a partire dal 2014. L'anno seguente prende parte alla sua prima rassegna internazionale, i mondiali paralimpici di Doha 2015, dove conquista l'oro sia nei 100 metri T35 che nei 200 metri T35 e stabilisce nuovi primati  mondiali di 13"63 e 28"57. Il 7 febbraio 2016, al Grand Prix IPC di Canberra, migliora il proprio record mondiale nei 200 metri, fermando il cronometro a 28"38. Nel mese di aprile si presenta ai campionati australiani di atletica leggera, ritoccando ulteriormente i suoi due primati mondiali.
Si conferma in buona forma ai Giochi paralimpici di Rio de Janeiro 2016, vincendo un argento nei 100 metri T35 e 200 metri T25 e un bronzo nella staffetta 4×100 m T35-38. Il suo primato nei 200 metri viene nel frattempo infranto dalla rivale cinese Zhou Xia, capace di ricoprire la distanza in 28"22 nel corso della rassegna olimpica.
Si presenta ai mondiali paralimpici di Londra 2017 come favorita nei 100 e come principale avversaria di Zhou Xia nei 200. Due settimane prima dell'evento è ricoverata in ospedale per tonsillite, ma riesce a riprendere pienamente le forze nel giro di pochi giorni.   La sedicenne si impone subito nella distanza più lunga, mostrando ulteriori margini di miglioramento, davanti alla Zhou e alla connazionale Maria Lyle; il risultato tecnico è notevole: 28"47 da nuovo primato dei campionati. La Holt si conferma la sprinter più in forma del momento bissando il successo nei 100 metri, precedendo nuovamente la Zhou e la Lyle; anche in questo caso il tempo (13"43, vento +1,6 m/s, nuovo record mondiale) è notevole.
Ne 2021 ha partecipto ai Giochi paralimpici di Tokyo, dove ha conquistato la medaglia d'argento nei 100 metri piani T35 e nei 200 metri piani T35, in entrambi i casi con il nuovo record oceaniano di categoria.

## Palmarès
| Anno | Manifestazione       | Sede           | Evento          | Risultato | Prestazione | Note                                     |
| ---- | -------------------- | -------------- | --------------- | --------- | ----------- | ---------------------------------------- |
| 2015 | Mondiali paralimpici | Doha           | 100 m piani T35 | Oro       | 13"63       | Miglior prestazione personale stagionale |
| 2015 | Mondiali paralimpici | Doha           | 200 m piani T35 | Oro       | 28"57       | Miglior prestazione personale stagionale |
| 2016 | Giochi paralimpici   | Rio de Janeiro | 100 m piani T35 | Argento   | 13"75       |                                          |
| 2016 | Giochi paralimpici   | Rio de Janeiro | 200 m piani T35 | Argento   | 28"79       |                                          |
| 2016 | Giochi paralimpici   | Rio de Janeiro | 4×100 m T35-38  | Bronzo    | 55"09       |                                          |
| 2017 | Mondiali paralimpici | Londra         | 100 m piani T35 | Oro       | 13"43       | Record mondiale                          |
| 2017 | Mondiali paralimpici | Londra         | 200 m piani T35 | Oro       | 28"47       | Record dei campionati                    |
| 2021 | Giochi paralimpici   | Tokyo          | 100 m piani T35 | Argento   | 13"13       | Record oceaniano                         |
| 2021 | Giochi paralimpici   | Tokyo          | 200 m piani 35  | Argento   | 27"94       | Record oceaniano                         |